# Костовка (Козельщинский район)

Костовка (укр. Костівка) — село,
Хоришковский сельский совет,
Козельщинский район,
Полтавская область,
Украина.
Код КОАТУУ — 5322085009. Население по переписи 2001 года составляло 111 человек.

## Географическое положение
Село Костовка находится на расстоянии в 1 км от села Юрочки.
К селу примыкает большое болото с большим количеством небольших заросших озёр.

## История
Село указано на трехверстовке Полтавской области. Военно-топографическая карта.1869 года отметка х.